# Манаштиур (Тимиш)
Манаштиур (рум. Mănăştiur) насеље је у Румунији у округу Тимиш у општини Манаштиур. Oпштина се налази на надморској висини од 151 m.

## Прошлост
По "Румунској енциклопедији" место се први пут помиње 1427. године. У мађарским документима зове се 1453. године Моноштор. Ту се 1505. године помиње тврђава. Градом је владао капетан, који је положио заклетву грофу Бранденбургу. По наредби Петра Петровић порушена је тврђава 1551. године, али је већ 1554. године обновљена. Пописано је ту 1717. године 20 кућа. Власт је 1880. године у место доселила 150 мађарских породица.
Аустријски царски ревизор Ерлер је 1774. године констатовао да се "Моноштор" налази у Сентандрашком округу, Темишварског дистрикта. Ту се налази поштанска камбијатура а становништво је било претежно влашко.
Када је две деценије касније (1797) пописан православни клир, у месту је један православни свештеник. Парох поп Георгије Поповић (рукоп. 1791) је говорио само румунским језиком.

## Становништво
Према подацима из 2002. године у насељу је живело 1781 становника.

### Попис2002.
| Расподела становништва по националности 2002.‍ | Расподела становништва по националности 2002.‍ | Расподела становништва по националности 2002.‍ | Расподела становништва по националности 2002.‍ | Расподела становништва по националности 2002.‍ |
| --------------------------------------------- | --------------------------------------------- | --------------------------------------------- | --------------------------------------------- | --------------------------------------------- |
|                                               |                                               |                                               |                                               |                                               |
| Румуни                                        | Румуни                                        |                                               | 1.597                                         | 89,7%                                         |
| Мађари                                        | Мађари                                        |                                               | 104                                           | 5,8%                                          |
| Роми                                          | Роми                                          |                                               | 52                                            | 2,9%                                          |
| Украјинци                                     | Украјинци                                     |                                               | 25                                            | 1,4%                                          |
| Немци                                         | Немци                                         |                                               | 3                                             | 0,2%                                          |

### Хронологија
| Година       | 1992 | 1993 | 1994 | 1995 | 1996 | 1997 | 1998 | 1999 | 2000 | 2001 | 2002 | 2003 | 2004 | 2005 | 2006 | 2007 | 2008 | 2009 | 2010 | 2011 | 2012 | 2013 | 2014 | 2015 | 2016 | 2017 |
| ------------ | ---- | ---- | ---- | ---- | ---- | ---- | ---- | ---- | ---- | ---- | ---- | ---- | ---- | ---- | ---- | ---- | ---- | ---- | ---- | ---- | ---- | ---- | ---- | ---- | ---- | ---- |
| Становништво | 1816 | 1842 | 1814 | 1808 | 1798 | 1814 | 1827 | 1814 | 1803 | 1804 | 1821 | 1815 | 1817 | 1814 | 1794 | 1789 | 1809 | 1815 | 1796 | 1764 | 1743 | 1737 | 1718 | 1735 | 1727 | 1732 |